# Urhobo (langue)
Pour les articles homonymes, voir Urhobo.
L'urhobo est la langue des Urhobos, parlée au Nigeria, en Afrique.

## Classification
L'urhobo fait partie des langues édoïdes, un groupe rattaché aux langues bénoué-congo, dans la famille nigéro-congolaise.

## Écriture
| a | e | b | d | e | ẹ | f | g | h | i | j | k | l |
| m | n | o | ọ | p | r | s | t | u | v | w | y | z |

Les digrammes suivants sont utilisés : ‹ ch, dj, gh, mw, ph, rh, sh, vw ›.